# Unité internationale des travailleurs - Quatrième Internationale

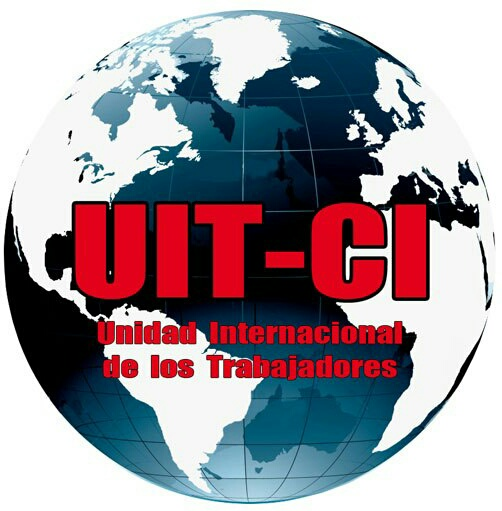
Sigle utilisé par l'UIT-QI

L'Unité internationale des travailleurs (UIT-QI) est une organisation socialiste révolutionnaire mondiale, se voulant continuatrice du legs de Léon Trotsky et Nahuel Moreno. Elle possède des sections en Europe, l'Asie et dans une grande part de l'Amérique.

## Origine et Idéologie
L'UIT-QI est fondé à Barcelone en 1994, avec la fusion entre divers courants se réclamant de l'héritage politique et théorique de Léon Trotsky et d'un des principaux théoriciens et dirigeants trotskystes de la seconde guerre mondiale, Nahuel Moreno. Elle lutte pour l'unité des révolutionnaires, trotskistes ou non, qui soutiennent un programme principiel socialiste révolutionnaire pour reconstruire l'Internationale révolutionnaire et ses partis dans chaque pays du monde.
Ces organisations étaient la Ligue internationale pour la reconstruction de la Quatrième internationale et le Courant révolutionnaire international, mouvement dissident de la Ligue internationale des travailleurs - Quatrième Internationale.
En 1997, des discussions en vue d'une unification ont eu lieu entre l'UIT-QI et le CIO, mais ont rapidement échoué. Une partie de la section allemande du CIO a rejoint l'UIT dans le processus, créant une éphémère section allemande.

## Publication
La UIT-QI publie périodiquement sa revue internationale "Correspondance Internationale", avec des rapports, analyses et nouvelles des événements mondiaux. Elle est éditée en anglais, espagnol, portugais et turc.

## Congrès d'unification
Entre le 31 juillet et le 3 août du 2014 a eu lieu à Buenos Aires le Congrès d'Unification de la UIT-QI (Unité internationale des travailleurs - Quatrième Internationale) avec le Comité de liaison international. Des sections turque, espagnole et mexicaine, les premières sections non-sud-américaines, ont rejoint l'internationale.

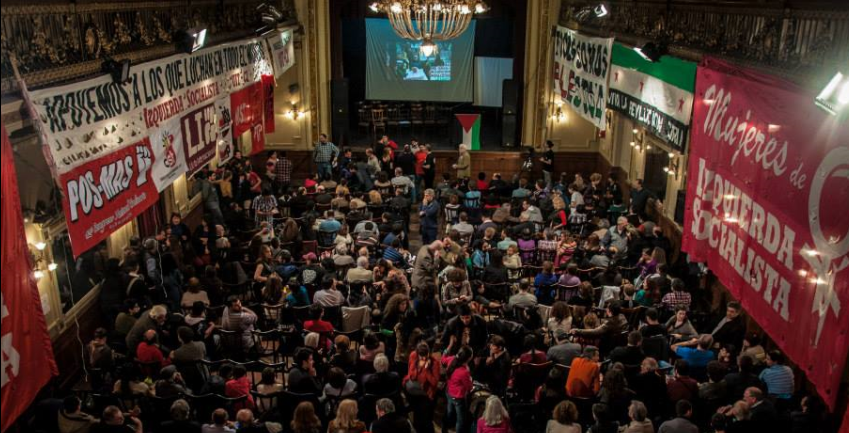
Congrès de Fusion UIT-CI et CEI

L'événement a rassemblé plus de mille personnes, marquant le début de la nouvelle internationale.

## Sections
| Pays       | Parti                                 | Sigles   |
| ---------- | ------------------------------------- | -------- |
| Argentine  | Gauche Socialiste                     | IS       |
| Bolivie    | Alternative Révolutionnaire du Peuple | ARP      |
| Brésil     | Courant Socialiste des Travailleurs   | CST-PSOL |
| Chili      | Mouvement Socialiste des Travailleurs | MST      |
| Colombie   | Alternative Socialiste                | AS       |
| États-Unis | Noyau Socialiste                      | SC       |
| Panama     | Parti des Travailleurs Panaméens      | PTP      |
| Pérou      | Unissez-vous dans la Lutte            | UNIOS    |
| Espagne    | Lutte Internationaliste               | LI       |
| Venezuela  | Parti Socialisme et Liberté           | PSL      |
| Turquie    | Parti de la démocratie ouvrière       | IDP      |
| Mexique    | Parti Ouvrier Socialiste              | POS-MAIS |